# Rosarillo
Rosarillo es una pintura del artista español Julio Romero de Torres pintada alrededor del año 1904.  La pintura muestra en pequeño formato el rostro de una joven modelo sobre fondo negro.  Esta obra es el ejemplo más temprano de una nueva etapa que el pintor Julio Romero de Torres abrirá con un cuadro famoso, el desnudo La musa gitana, presentado en la Exposición Nacional de 1908.  La obra se encuentra expuesta en el Museo Julio Romero de Torres. 

## Contexto
La obra corresponde a una época plástica de Julio Romero de Torres de fuerte carácter luminista e impresionista, el cual definió una parte de la primera época de su producción. Se trata precisamente de la época en la que obtuvo el artista la tercera Medalla de la Exposición Nacional de 1904 con el cuadro "Rosarillo"; de pincelada completamente impresionista, con un contraluz y un fuerte efecto lumínico de jardín al aire libre en día soleado. Un poco más adelante retrata al joven Juan Belmonte, en una pintura antológica de apenas 38 cm × 29 cm.